# François Roques
Pour les articles homonymes, voir Roques.
François Roques est un homme politique français né le 11 mai 1806 à Laburgade (Lot) et décédé le 6 novembre 1882 à Cahors (Lot).

## Biographie
Notaire, il est conseiller général du canton de Lalbenque dès 1853. Il est président du conseil général lorsqu'il se présente aux sénatoriales en 1876, comme candidat républicain. Il est battu, mais prend sa revanche en 1879.
Il meurt en fonction en 1882.